# Communauté de communes de l'Yser
La communauté de communes de l'Yser (en néerlandais: IJzer Stadgemeentschap) est une ancienne communauté de communes française, située dans le département du Nord et la région Nord-Pas-de-Calais, arrondissement de Dunkerque. Le 1er janvier 2014, elle disparait au profit de la communauté de communes des Hauts de Flandre.

## Composition
- La communauté de communes de l'Yser, regroupait 11 communes.

| Code INSEE | Commune         | Maire                 | Population  | Superficie | Densité      | Délégués |
| ---------- | --------------- | --------------------- | ----------- | ---------- | ------------ | -------- |
| 59089      | Bollezeele      | Marie-Joseph Dubreucq | 1 382 hab.  | 1 754 ha   | 78 hab./km²  | nc       |
| 59111      | Broxeele        | Christian Hiden       | 269 hab.    | 377 ha     | 71 hab./km²  | nc       |
| 59210      | Esquelbecq      | Jean Michel Devynck   | 2 124 hab.  | 1 270 ha   | 167 hab./km² | nc       |
| 59305      | Herzeele        | Régis Laporte         | 1 293 hab.  | 1 717 ha   | 75 hab./km²  | nc       |
| 59337      | Lederzeele      | Michel Delforge       | 562 hab.    | 864 ha     | 65 hab./km²  | nc       |
| 59338      | Ledringhem      | Christian Delassus    | 507 hab.    | 701 ha     | 72 hab./km²  | nc       |
| 59397      | Merckeghem      | Guy Deram             | 540 hab.    | 1 073 ha   | 50 hab./km²  | nc       |
| 59433      | Nieurlet        | René Deboudt          | 934 hab.    | 1 025 ha   | 91 hab./km²  | nc       |
| 59628      | Volckerinckhove | Jean-Paul Monsterleet | 487 hab.    | 988 ha     | 49 hab./km²  | nc       |
| 59663      | Wormhout        | René Kerckhove        | 4 984 hab.  | 2 741 ha   | 181 hab./km² | nc       |
| 59666      | Zegerscappel    | Béatrice Ryckebusch   | 1 200 hab.  | 1 740 ha   | 68 hab./km²  | nc       |
| Totaux     | 11 communes     |                       | 14 282 hab. | 14250 ha   | 100 hab./km² | nc       |

## Présidents
| Période | Période | Identité       | Étiquette | Qualité           |
| ------- | ------- | -------------- | --------- | ----------------- |
|         |         | René Kerckhove | PS        | maire de Wormhout |
|         |         |                |           |                   |